# Jüdischer Friedhof (Kostelec nad Labem)
Koordinaten: 50° 13′ 36,1″ N, 14° 34′ 52″ O

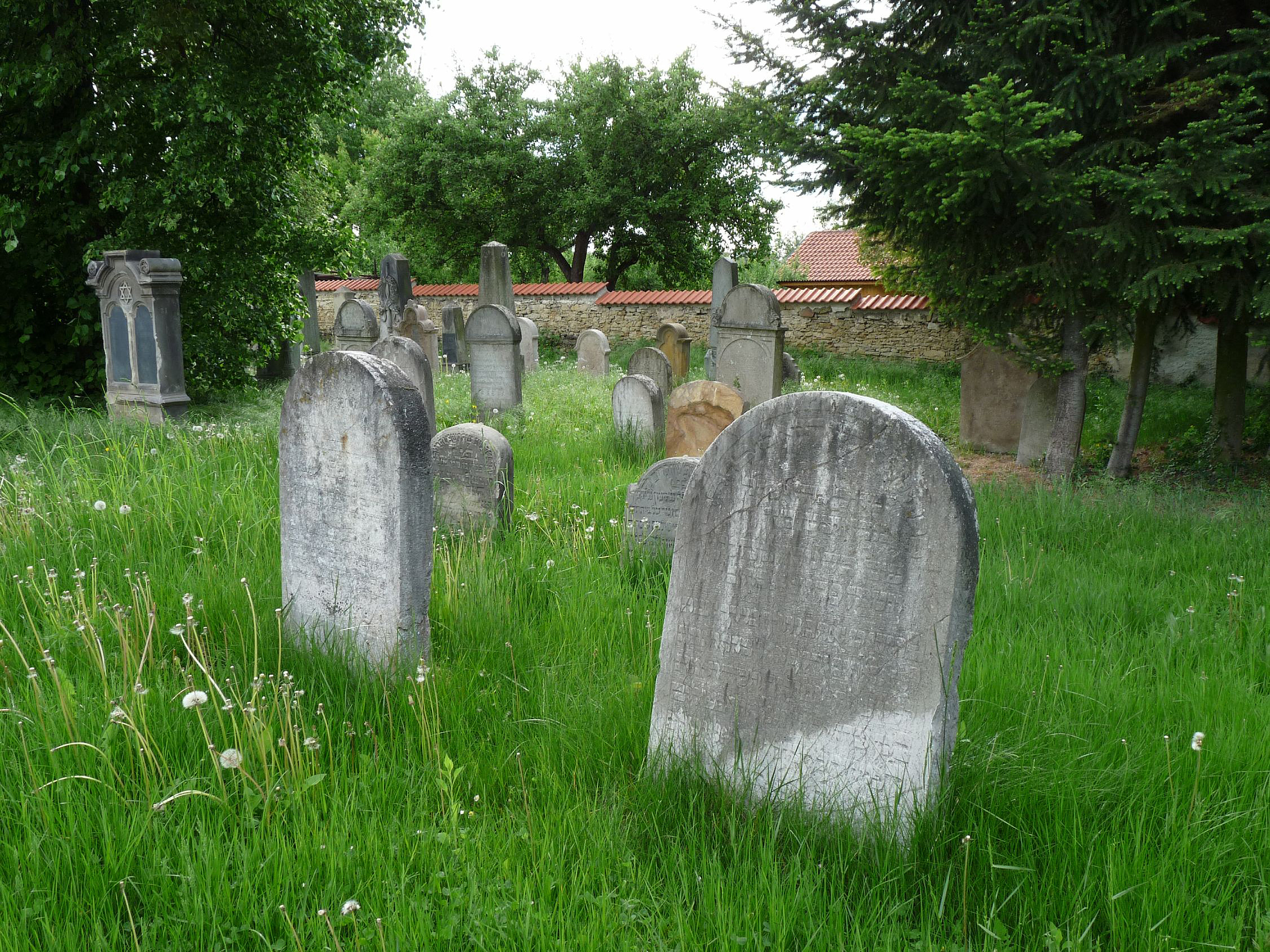
Grabsteine

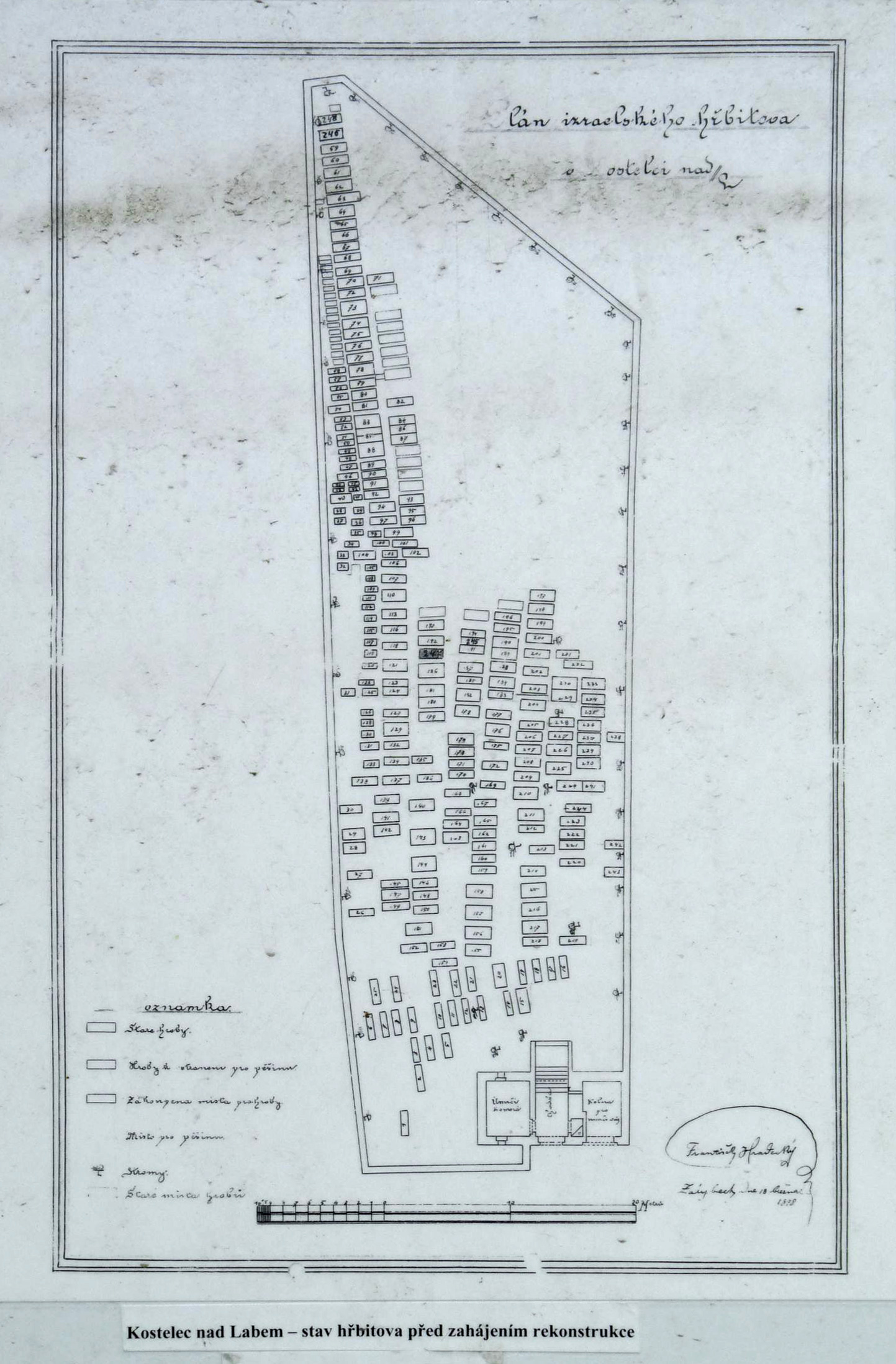
Plan des Friedhofs

Der Jüdische Friedhof in Kostelec nad Labem (deutsch Elbekosteletz, früher auch Elbkosteletz), einer Stadt im Okres Mělník in Tschechien, wurde wohl im 16. Jahrhundert angelegt. Der jüdische Friedhof ist seit 2008 ein geschütztes Kulturdenkmal.

## Geschichte
Im 19. Jahrhundert wurde der Friedhof erweitert. Während der kommunistischen Zeit verfiel das Areal: Grabsteine wurden umgeworfen und zum Teil auch zerstört. Nach 2000 begann man mit der Restaurierung des Friedhofs. Heute sind etwa noch 300 Grabsteine (Mazevot) vorhanden.